# Skoroszyce (przystanek kolejowy)
Skoroszyce – przystanek osobowy w Skoroszycach w województwie opolskim, w powiecie nyskim, w gminie Skoroszyce, w Polsce.

## Ruch pasażerski
W roku 2017 przystanek obsługiwał 10–19 pasażerów na dobę. W roku 2022 dobowa wymiana pasażerska na przystanku wynosiła 20-49 pasażerów.